# Коллепассо
Коллепассо (італ. Collepasso, сиц. Culupazzu) — муніципалітет в Італії, у регіоні Апулія,  провінція Лечче.
Коллепассо розташоване на відстані близько 520 км на південний схід від Рима, 165 км на південний схід від Барі, 32 км на південь від Лечче.
Населення — 6194 особи (2014).
Щорічний фестиваль відбувається 8 вересня. Покровитель — Madonna delle Grazie.

## Демографія
Населення за роками:

Станом на 1 січня 2023 року в муніципалітеті офіційно проживало 87 іноземців з 17 країн, серед них 28 громадян країн Євросоюзу та 4 громадяни України.

## Сусідні муніципалітети
- Казарано
- Кутрофьяно
- Матіно
- Нев'яно
- Парабіта
- Суперсано
- Тульє